# Rihalo
Rihalo är en ort i Burkina Faso.   Den ligger i regionen Centre-Ouest, i den centrala delen av landet, 70 km väster om huvudstaden Ouagadougou. Rihalo ligger 303 meter över havet och antalet invånare är 1 117.
Terrängen runt Rihalo är mycket platt. Närmaste större samhälle är Nandiala, 13,4 km söder om Rihalo.
Omgivningarna runt Rihalo är en mosaik av jordbruksmark och naturlig växtlighet. Runt Rihalo är det ganska tätbefolkat, med 104 invånare per kvadratkilometer.